# 世津田スン
世津田 スン（よつだ スン、1994年12月1日 − ）は日本のイラストレーター。男性。

## 経歴
14歳からのイラストレーション作成を趣味としていた。
野球歴も長く、実業団チームに所属していた。
24歳で野球を引退し、イラスト作家として独立する。SNSを中心に活動する。
心理学などを独学し、そこから得られた学術的知識を元に意図的に描かれたイラストは「見る側の心に刺さる作風」と評される。
イラストのみならず、被写体モデル、講演会など他分野への活動の幅も広げている。
2023年8月3日に甲賀市広報大使第一号に委嘱された。

## 主な作品
- くじら「金木犀 (feat.Ado)」のイラスト[1]
- ニッポンハム『シャウエッセン』のCM - CMソングは空白ごっこ「シャウりータイム」。世津田はCMアニメーションのキービジュアルを手掛ける[2]